# Jakob Büchel
Jakob Büchel (* 20. Mai 1955 in Altstätten) ist ein liechtensteinischer Politiker und war von 2011 bis 2015 Parteipräsident der Vaterländischen Union (VU).

## Biografie
Büchel wuchs mit acht Geschwistern in einer Bauernfamilie auf. Er absolvierte eine kaufmännische Lehre bei der Liechtensteinischen Landesbank, anschliessend schloss er den eidg. dipl. Bankfachmann ab und belegte Management-Lehrgänge. Von 1973 bis 1999 war er bei der LLB angestellt (ab 1992 als Vizedirektor), von 2008 bis 2011 beim Amt für Volkswirtschaft. Büchel sass von 1987 bis 1995 im Gemeinderat und war von 1999 bis 2007 Gemeindevorsteher von Ruggell.
Am Parteitag der VU am 26. September 2011 in Balzers wurde Büchel zum Nachfolger von Adolf Heeb gewählt. Von 2008 bis 2011 war er Präsident der liechtensteinischen Sportkommission. Im November 2015 wurde er von Günther Fritz als Parteipräsident abgelöst.
Büchel hat drei Kinder.